# Marcela Lagarde

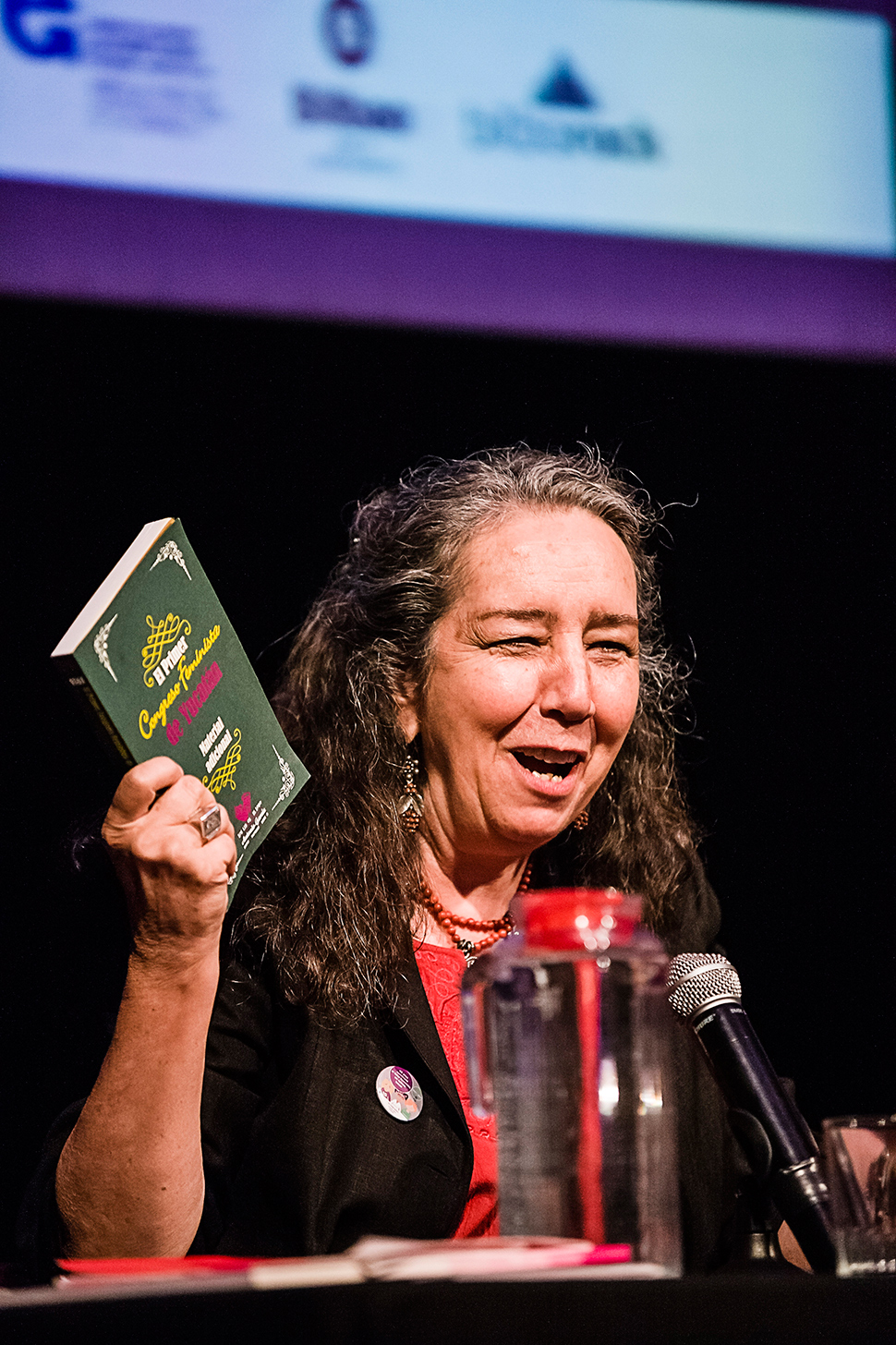
Lagarde, 2017

María Marcela Lagarde y de los Ríos (Mexico-Stad, 30 december 1948) is een Mexicaans feministe, politicus (PRD, PCM) en schrijfster.
Ze is professor aan de Nationale Autonome Universiteit van Mexico.

## Werke
- (1996) Género y feminismo : desarrollo humano y democracia
- (1998) Claves feministas para el poderío y la autonomía de las mujeres
- (1999) Una mirada feminista en el umbral del milenio
- (2000) Claves feministas para liderazgos entrañables
- (2001) Claves feministas para la autoestima de las mujeres
- (2001) Claves feministas para la negociación en el amor
- (2005) Para mis socias de la vida: claves feministas para el poderío y la autonomía de las mujeres, los lid
- (2008) Amor y sexualidad, una mirada feminista

- Bibsys: 90600896
- Biblioteca Nacional de España: XX874871
- Bibliothèque nationale de France: cb135461109 (data)
- Catàleg d'autoritats de noms i títols de Catalunya: 981058515676606706
- Gemeinsame Normdatei: 1031962158
- International Standard Name Identifier: 0000 0000 5950 3594
- Library of Congress Control Number: nr93049398
- Nationale Bibliotheek van Israël: 987011437513305171
- Nederlandse Thesaurus van Auteursnamen: 265014611
- Réseau des bibliothèques de Suisse occidentale: 02-A013838978
- Système universitaire de documentation: 086703811
- Virtual International Authority File: 61709894
- WorldCat: E39PBJcWvwXqQ6Vd7FFRCFptrq